# 圣尼各老堂 (科尔多瓦)

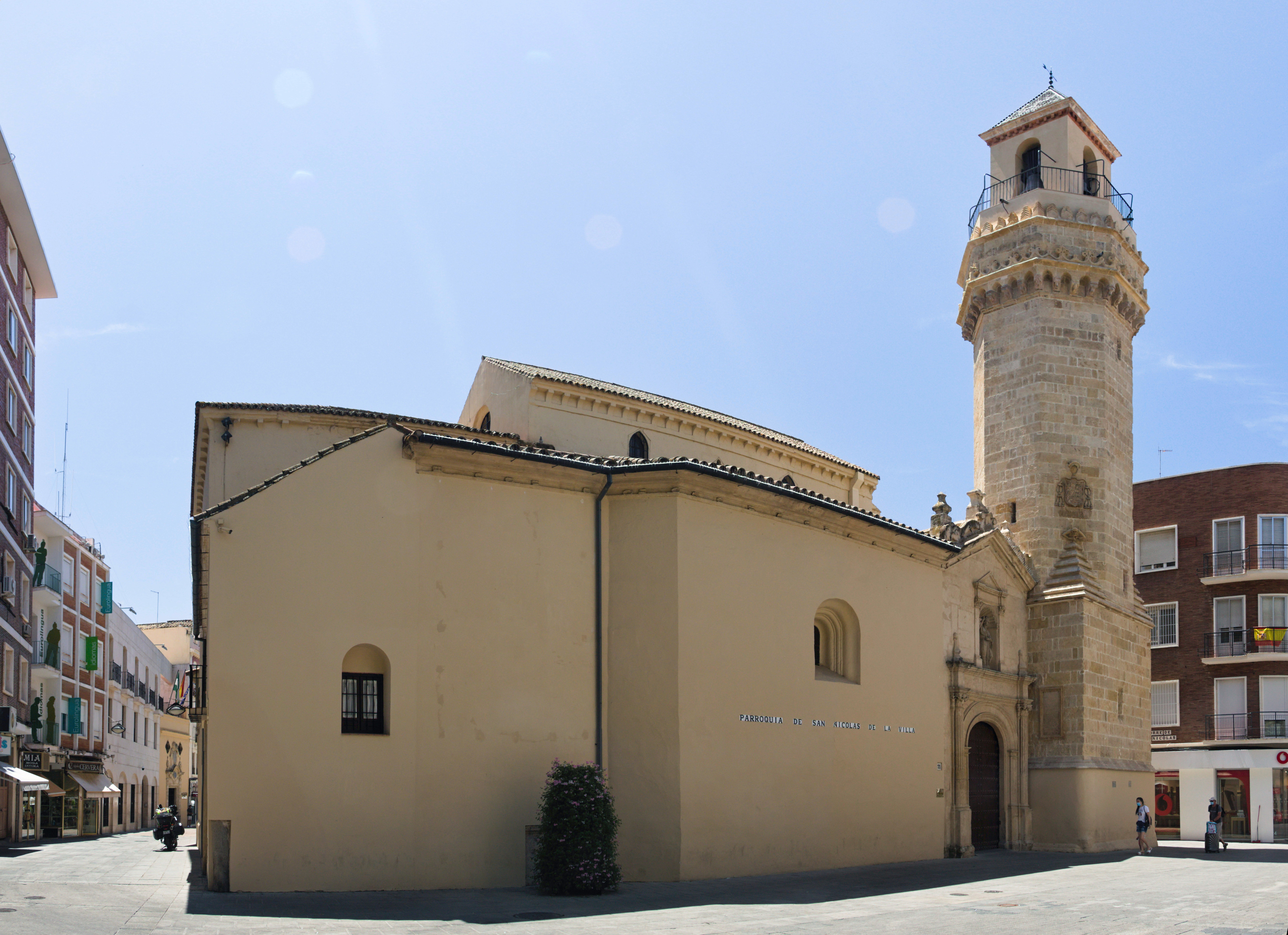
圣尼各老堂

圣尼各老堂（San Nicolás de la Villa）是西班牙南部科尔多瓦的一座教堂。
1236年，卡斯蒂利亞国王费尔南多三世征服科尔多瓦以后，在该市建造了12座费尔南多教堂。该堂就是其中的一座，为哥特式-穆德哈尔风格，不过该堂历经几个世纪才建成，而且多次改建。正门为文艺复兴建筑风格, 建于16世纪。八角形塔楼，具有防御塔的外观，建于天主教双王时期，原址是一座古老的伊斯兰教叫拜楼。
在17世纪和18世纪，该堂的许多元素都被修改，形成目前的巴洛克建筑风格。洗礼池建于1555年。
Template:科尔多瓦地标
37°53′04″N 4°46′56″W / 37.88444°N 4.78222°W